# Kirchensaal der Herrnhuter Brüdergemeine (Neudietendorf)

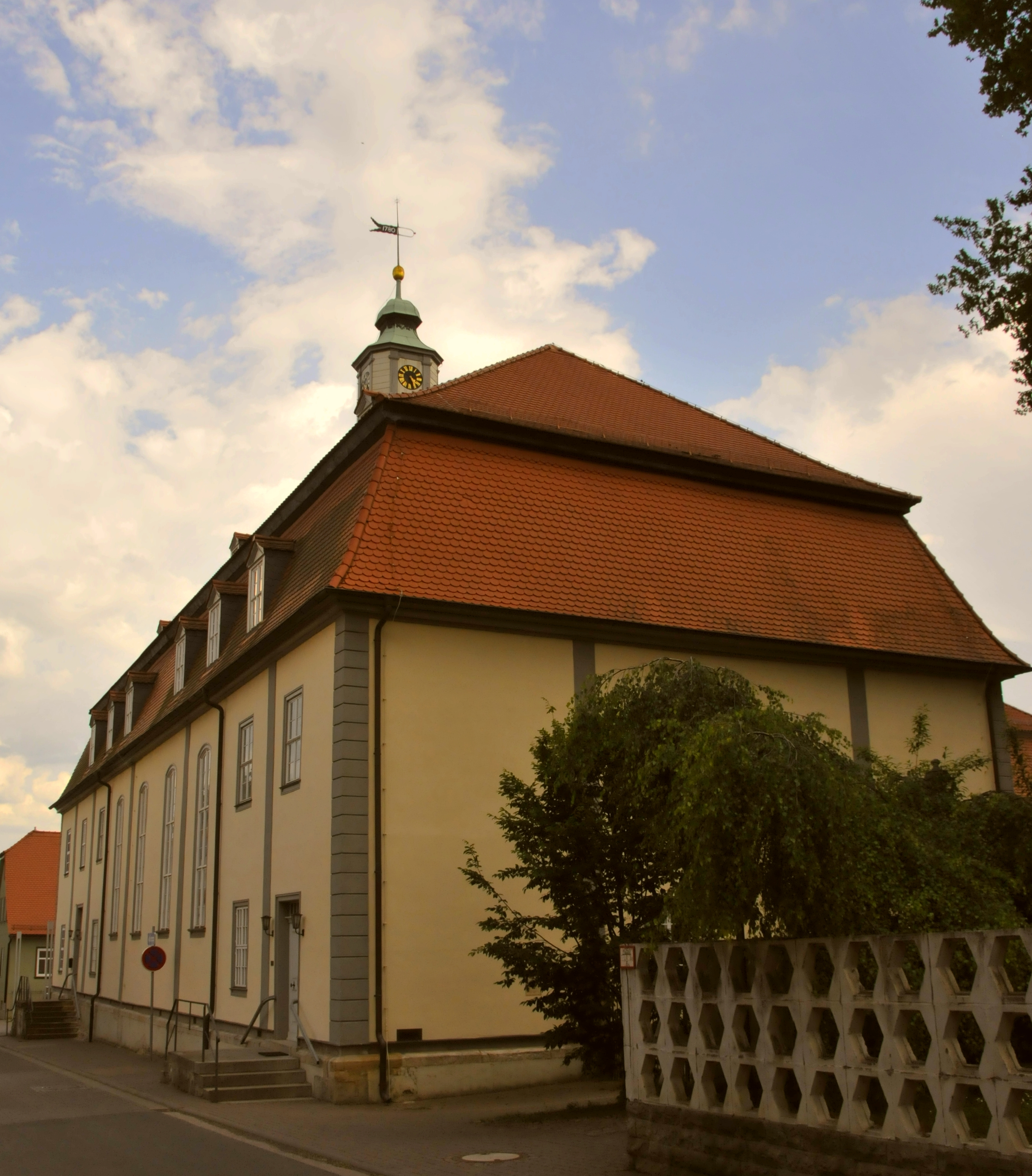
Brüderkirche

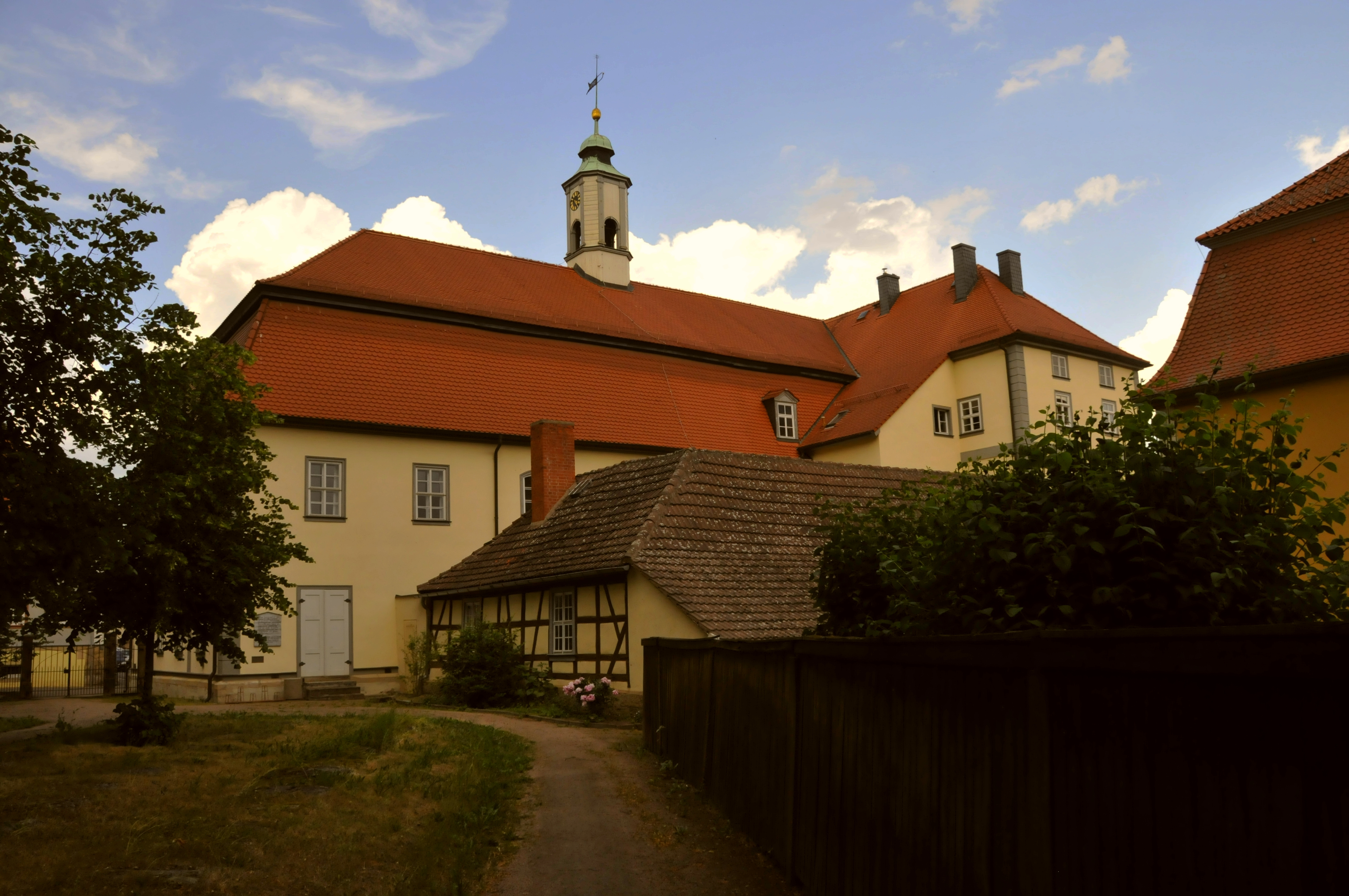
Brüderkirche vom Gottesacker aus

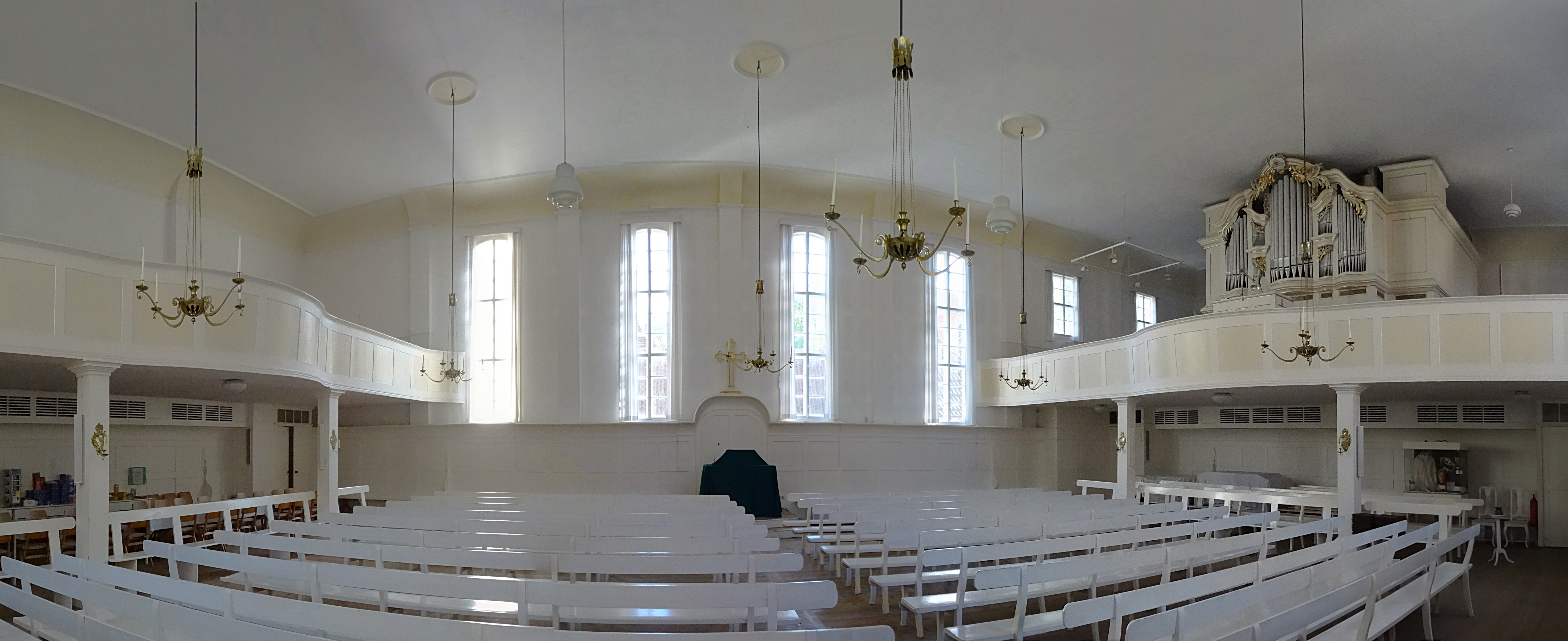
Innenraum-Panorama

Der Kirchensaal der Herrnhuter Brüdergemeine ist der größte Kirchensaal im thüringischen Ort Neudietendorf im Landkreis Gotha.

## Geschichte

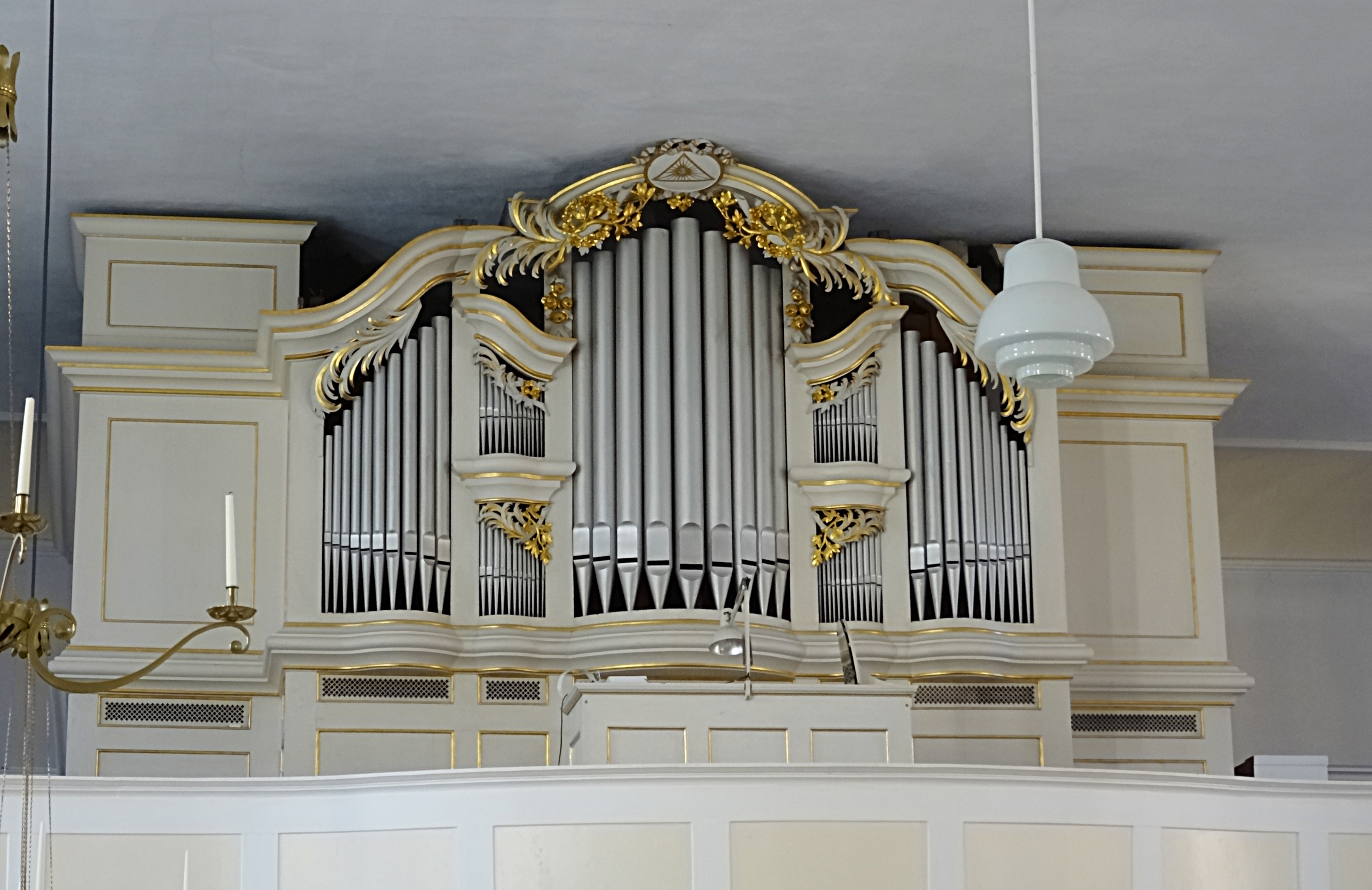
Die Walcker-Orgel

Ab 1743 entstand in der Nähe des Rittergutes „Alter Hof“ im damaligen Dietendorf eine weitere Niederlassung der Böhmischen Brüder nach dem Herrnhuter Vorbild. Der Kirchensaal der Herrnhuter Brüdergemeine wurde im Jahr 1780 in einer Einheit mit dem Pfarrhaus in spätbarockem Stil als Fachwerkbau errichtet. Er ist nicht unterkellert, hat eine Höhe von ca. 7,5 Metern und eine Grundfläche von 26,5 mal 15 Metern. Er ist bis heute in seiner Grundsubstanz erhalten.

## Orgel
Der Saal war seit 1781 mit einer Orgel ausgestattet. Am 30. Juni 1901 wurde sie wegen schwerer Schäden ersetzt. Die Firma Eberhard Friedrich Walcker aus Ludwigsburg lieferte die neue romantische Orgel zum Preis von 9.708 Mark. Aus der alten Orgel wurde lediglich der spätbarocke Prospekt übernommen, der durch Seitenanbauten dezent vergrößert wurde. Die sichtbaren Pfeifen aus Zinn mussten im Ersten Weltkrieg abgeliefert werden. Erst 1926 konnten sie ersetzt werden. Im gleichen Jahr wurde der erste Elektromotor installiert, um die Luft für die Pfeifen zu erzeugen. 1940 wurde ein besserer Motor eingebaut.
Die letzte Renovierung der Orgel fand 1973 statt, bei der für 11.670 Mark einige Register erneuert oder umgebaut wurden. Eine Höherstimmung brachte das a′ von 432,5 auf 440 Hertz. Die Orgel ist vom Typ pneumatische Kegelladenorgel mit Vorwärtsspieltisch, dieser mit erhöhtem Winddruck. Die Orgel hat drei Manuale (von C bis g³) und ein Pedal (C bis f′), insgesamt 28 Register. Sie wird auch heute noch bei den Gottesdiensten gespielt.
Aus der Mitte des 20. Jahrhunderts stammen die sechs frei hängenden Messing-Leuchter. Sie können zum Anzünden der Kerzen über eine Mechanik nach unten gezogen werden.

## Gegenwärtige Situation
Der Kirchbau und die innere Aufteilung entsprechen dem ganzheitlich geordneten Charakter der Herrnhuter Brüdergemeine. Alles was zum Leben gehört, wurde in das Gemeinleben einbezogen und gehörte gleichermaßen in den Lebenskreis. Die Kirche ist ein Teil des Ganzen und kein besonders heiliger oder abgeschlossener sakraler Raum unnahbarer Gottesgegenwart. Weder Kanzel noch Altar, weder Abendmahlstisch noch Bilder, weder eine Apsis noch ein besonderer Schrein mit Reliquien bilden den zentralen Punkt, anders als in Kirchen mit katholischer oder lutherischer Prägung. Vom Liturgustisch aus gesehen sitzt die Gemeinde im Kreis: rechts die Schwestern, links, auf der Seite der Orgel, die Brüder. Auf den „Arbeiterbänken“, die fest an die Holzlamperie eingebaut sind, haben die Geschwister mit besonderen, der Gemeinde dienenden Aufgaben ihren Platz in einer Reihe mit dem Liturgen oder Prediger, der die Versammlung leitet. Aus akustischen Gründen ist der Liturgustisch etwas erhöht.

## Der Friedhof

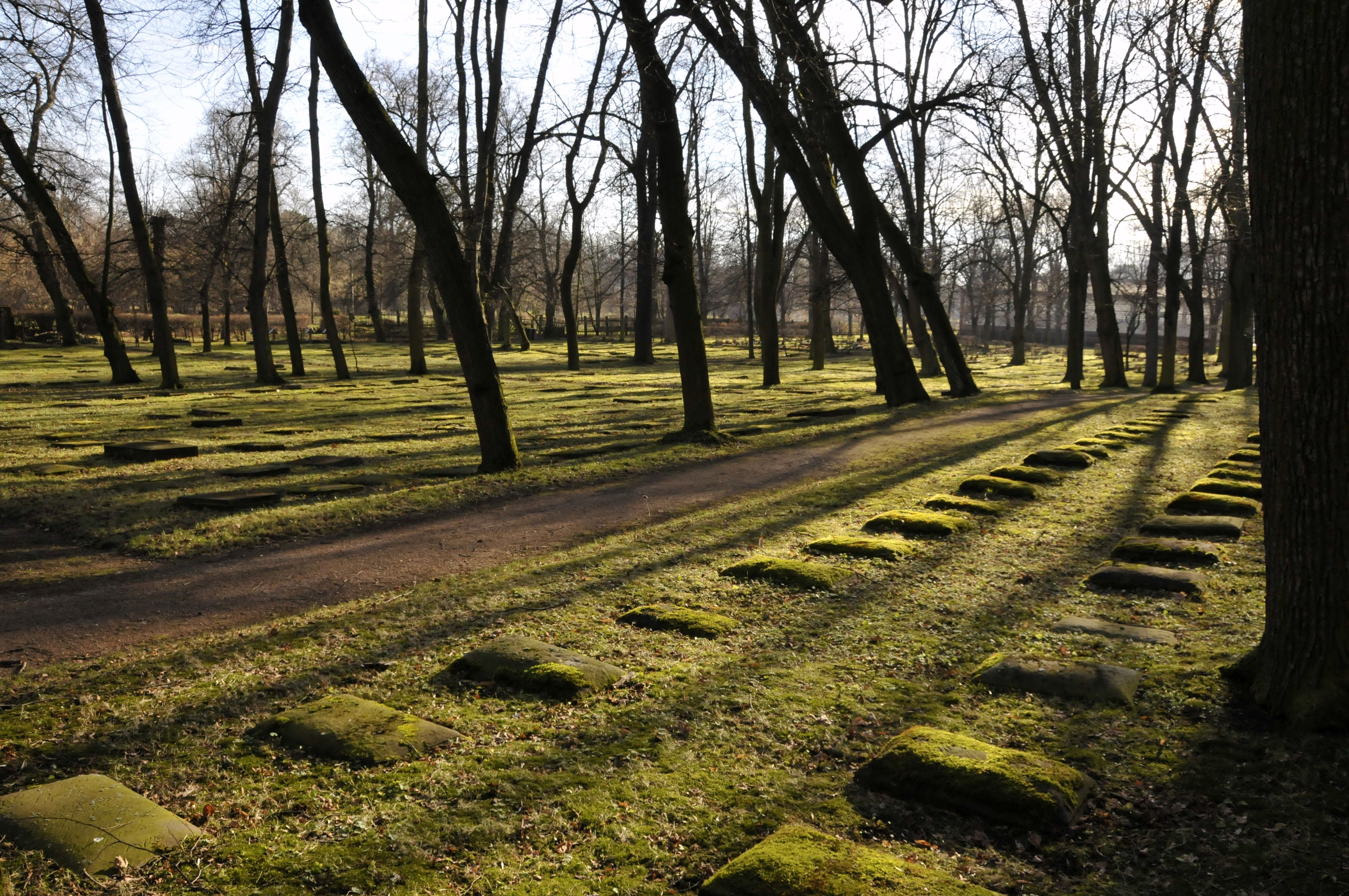
Herrnhuter Gottesacker

Hinter der Kirche liegt der „Gottesacker“, der Ausdruck der Brüdergemeine für den Friedhof. Man durchschreitet ein aus dem Jahr 1766 stammendes schmiedeeisernes Tor, das noch heute von der Kunstfertigkeit des Schmieds zeugt. Auch hier wird wieder die geistige Haltung der Gemeine deutlich: Es gibt keine Familiengräber oder „Stammplätze“. Jeder wird der Reihe nach beerdigt. Alle Grabplatten liegen auf den Gräbern und haben einheitliche Abmessungen (50 × 70 cm) und Schriftzüge mit dem Namen des/der   Verstorbenen dem Geburts- und Sterbedatum, dem Geburtsort und einem Bibelspruch. Die auf katholischen Friedhöfen oft anzutreffenden Familiengräber und Repräsentationsgrabstätten, die dem Ansehen oder dem Vermögen der verstorbenen Person entsprechen sollen, findet man hier nicht. Das älteste noch erhaltene Grab ist von 1743. Die liegenden Grabsteine sind gleichartig und schlicht. Nach Sitte der Brüdergemeine werden Grabstellen weder ausgegraben noch entwidmet, daher wird der Friedhof bei Bedarf vergrößert. Das führte im Jahr 1765 zu einer ansehnlichen Erweiterung mit einfriedender Hecke und eigenem Zugangstor. Auch 1827 erfolgte eine Erweiterung mit der Anlage neuer Wege und Baumpflanzungen. In diesem Ausmaß stellt sich der Friedhof auch heute noch dar. Der Gottesacker steht unter Denkmalschutz. Auf ihm finden sich auch die Gräber von fünf bei den Kämpfen um Neudietendorf im April 1945 gefallenen deutschen Soldaten.
Zu erwähnen ist ein klassizistisches Teehäuschen an der Ecke zum Pfarrgarten, das ebenfalls unter Denkmalschutz steht.
Gegenüber dem Eingang zum Kirchsaal befindet sich das Pfarrarchiv, in welchem der Herrnhuter Tradition entsprechend Lebensläufe von 884 (Stand 2007) auf dem Gottesacker beigesetzten Personen aufbewahrt werden. Seit Mitte des 18. Jahrhunderts entspricht es der in der Brüdergemeine üblichen Praxis, vor dem eigenen Tod einen Lebenslauf zu verfassen, der beim Begräbnis verlesen und anschließend archiviert wird.